# برونو ماتزیا
برونو ماتزیا (انگلیسی: Bruno Mazzia؛ زادهٔ ۱۴ مارس ۱۹۴۱) بازیکن فوتبال اهل ایتالیا است.
از باشگاه‌هایی که در آن بازی کرده‌است می‌توان به باشگاه فوتبال رجینا، باشگاه فوتبال پروجا، باشگاه ورزشی لاتزیو، باشگاه فوتبال آلساندریا، باشگاه فوتبال یوونتوس، باشگاه فوتبال برشا، باشگاه فوتبال ونتزیا، و باشگاه فوتبال پرو ورچلی اشاره کرد.